# Jugoslávská ženská basketbalová reprezentace
Jugoslávská ženská basketbalová reprezentace reprezentovala Jugoslávii v mezinárodních soutěžích v basketbalu.

## Mistrovství světa
| Rok/pořádající země | Účast                           |
| ------------------- | ------------------------------- |
| MS 1953 Chile       | Ne                              |
| MS 1957 Brazílie    | Ne                              |
| MS 1959 SSSR        | 4. místo                        |
| MS 1964 Peru        | 6. místo                        |
| MS 1967 ČSSR        | 6. místo                        |
| MS 1971 Brazílie    | Ne                              |
| MS 1975 Kolumbie    | Ne                              |
| MS 1979 Korea       | Ne                              |
| MS 1983 Brazílie    | 8. místo                        |
| MS 1986 SSSR        | Ne                              |
| MS 1990 Malajsie    | Stříbrná medaile                |
| MS 1994 Austrálie   | Ne                              |
| MS 1998 Německo     | Ne                              |
| MS 2002 Čína        | 12. místo                       |
| Celkem              | Účast – 6× · – 0× · – 1× · – 0× |

## Mistrovství Evropy
| Rok/pořádající země | Účast                            |
| ------------------- | -------------------------------- |
| ME 1938 Itálie      | Ne                               |
| ME 1950 Maďarsko    | Ne                               |
| ME 1952 SSSR        | Ne                               |
| ME 1954 Jugoslávie  | 5. místo                         |
| ME 1956 ČSR         | 9. místo                         |
| ME 1958 Polsko      | 4. místo                         |
| ME 1960 Bulharsko   | 5. místo                         |
| ME 1962 Francie     | 5. místo                         |
| ME 1964 Maďarsko    | 7. místo                         |
| ME 1966 Rumunsko    | 6. místo                         |
| ME 1968 Itálie      | Stříbrná medaile                 |
| ME 1970 Nizozemsko  | Bronzová medaile                 |
| ME 1972 Bulharsko   | 8. místo                         |
| ME 1974 Itálie      | 8. místo                         |
| ME 1976 Francie     | 5. místo                         |
| ME 1978 Polsko      | Stříbrná medaile                 |
| ME 1980 Jugoslávie  | Bronzová medaile                 |
| ME 1981 Itálie      | 4. místo                         |
| ME 1983 Maďarsko    | 4. místo                         |
| ME 1985 Itálie      | 5. místo                         |
| ME 1987 Španělsko   | Stříbrná medaile                 |
| ME 1989 Bulharsko   | 4. místo                         |
| ME 1991 Izrael      | Stříbrná medaile                 |
| ME 1993 Itálie      | Ne                               |
| ME 1995 Česko       | 9. místo                         |
| ME 1997 Maďarsko    | 8. místo                         |
| ME 1999 Polsko      | 7. místo                         |
| ME 2001 Francie     | 5. místo                         |
| ME 2003 Řecko       | 8. místo                         |
| Celkem              | Účast – 25× · – 0× · – 4× · – 2× |

## Olympijské hry
| Rok/pořádající země | Účast                           |
| ------------------- | ------------------------------- |
| Montreal 1976       | Ne                              |
| Moskva 1980         | Bronzová medaile                |
| Los Angeles 1984    | 6. místo                        |
| Soul 1988           | Stříbrná medaile                |
| Barcelona 1992      | Ne                              |
| Atlanta 1996        | Ne                              |
| Sydney 2000         | Ne                              |
| Celkem              | Účast – 3× · – 0× · – 1× · – 1× |